# Kinaros
Kinaros (griego Κίναρος; en italiano: Chinaro; en turco: Ardıççık) o Cinarus es una pequeña isla griega en la comunidad de Leros en la región sur del mar Egeo, llamada así por las alcachofas (kinara) que crecían en ella.

## Ubicación
Kinaros pertenece a un grupo de seis pequeñas islas y algunos islotes, que se encuentran entre Leros y Kálimnos en el este y la isla cicládica de Amorgós en el oeste. Al sur se encuentra Astipalea. Además de Kinaros que cuenta con 4,577 km², este grupo de islas se compone de Plaka en el oeste, Glaros, las dos islas Mavra y Lebynthos en el este. Kinaros es accesible a través de las islas de Amorgós o Kálimnos mediante lanchas rápidas. En los meses de verano se ofrecen excursiones a Amorgós desde Leros y Egiali.
En el lado sur de la isla hay algunas bahías profundas, similares a fiordos, que ofrecen unos anclajes naturales para la protección de los vientos del norte. El lado occidental tiene costas escarpadas inaccesibles. Las plantas típicas son la maquia y la garriga que dominan el paisaje.

## Historia
Debido a la ubicación geográfica de Kinaros en la antigüedad era un anclaje importante para los buques que viajan entre las islas Cícladas y el Dodecaneso. Se supone que había un pequeño asentamiento en la isla. Restos de construcciones podrían ser detectados arqueológicamente.
El 11 de febrero de 2016, un helicóptero Agusta-Bell AB212 PN28 de la Armada griega se estrelló en la isla de Kinaros durante una misión de entrenamiento nocturno, matando a los tres oficiales a bordo.

### Kinaros hoy
Debido a la ubicación aislada de la isla esta fue abandonada por sus habitantes en 1960, fue habitada por pescadores de nuevo brevemente. En 2000, una pareja de ancianos se trasladó de nuevo a la isla. Los residentes para su autoabastecimiento practican la agricultura y mantienen algunas cabras. Para obtener energía se instaló un sistema fotovoltaico. Desde que hay gente otra vez en la isla ni los esfuerzos por la recepción de teléfono fijos y móviles han hecho que se establezca una conexión a Internet vía satélite.
| Año        | 1947 | 1951 | 1961 | 1971 | 1981 | 1991 | 2001 | 2011 | 2020 | [ 5 ] |
| ---------- | ---- | ---- | ---- | ---- | ---- | ---- | ---- | ---- | ---- | ----- |
| Habitantes | 15   | 12   | -    | 3    | 4    | 2    | 2    | 2    | 1    |       |

El último hombre que vivió en la isla (con su esposa, Irini) Mickes Katsotourchis, murió el 10 de junio de 2013, así que se quedó un habitante en la isla.

## Naturaleza
Kinaros es parte de la red GR Natura 2000 4220012 Nordamorgos, Kinaros, Levitha, Mavria y Glaros (Βόρεια Αμοργός και Κύναρο, Λέβιθα, Μαυριά και Γλάρος), ya que hay casos de focas monje (Monachus monachus), tortugas del Caspio (Mauremys caspica) y culebras de cuatro rayas (Elaphe quatuorlineata)y al mismo tiempo forma parte de las Áreas importantes para la conservación de las aves GR 163 Kinaros y Levitha islas e islotes rocosos (Κίναρος, Λέβιθα και βραχονησίδες) clasificadas como islas de anidación del halcón de Eleonor (Falco eleonorae) y la gaviota de Audouin (Ichthyaetus audouinii).